# Bothriocline inyangana
Bothriocline inyangana là một loài thực vật có hoa trong họ Cúc. Loài này được N.E.Br. mô tả khoa học đầu tiên năm 1906.